# Otto Eckert (Maler)

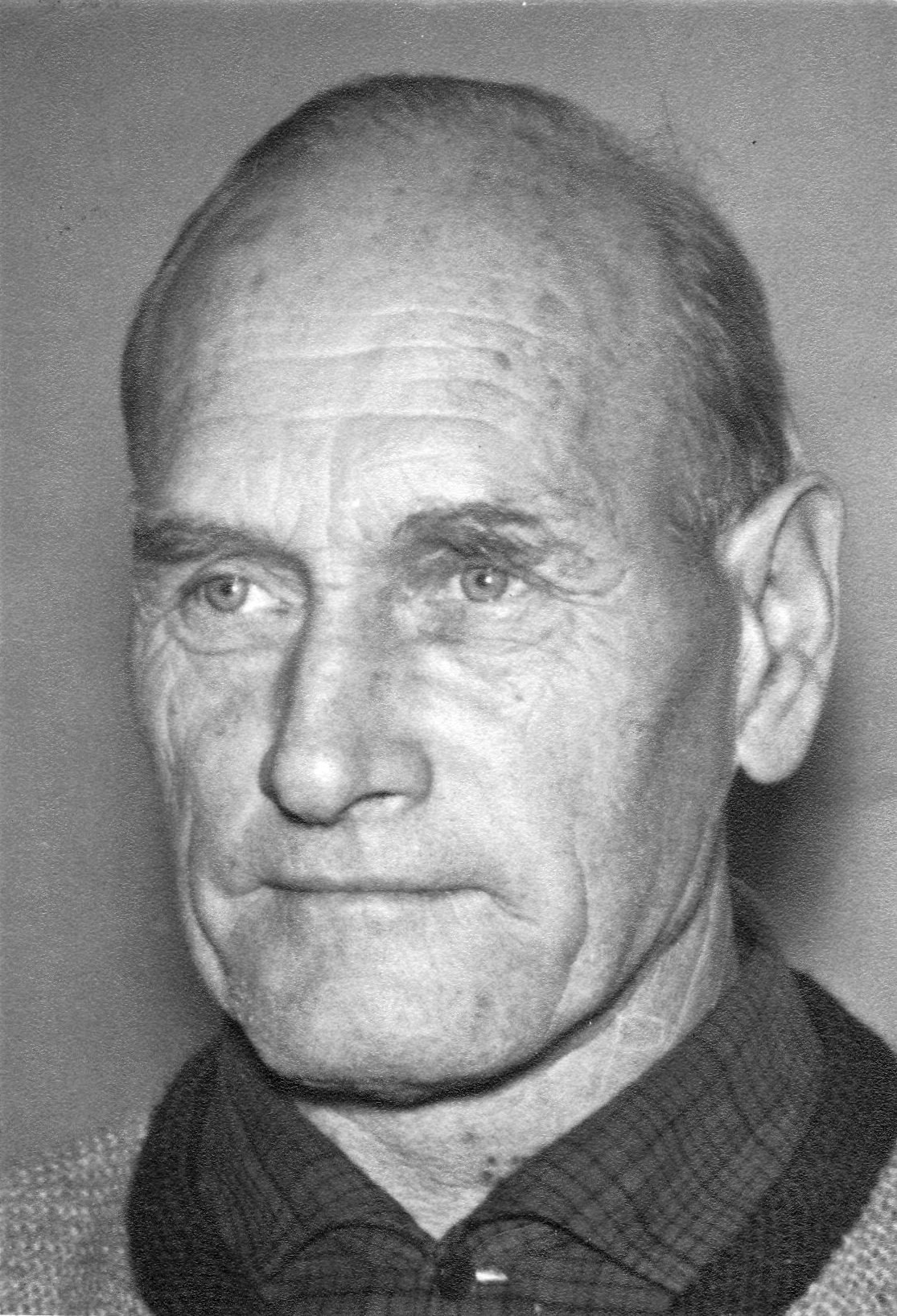
Otto Eckert, der Grindemaler

Otto Eckert  (geboren 7. Februar 1898 in Eriskirch; gestorben 3. August 1980 in Achern) war ein deutscher Maler, Ziselier und Graveur. Er ist vor allem für seine Bilder aus dem Schwarzwald bekannt, wobei viele seiner Bilder die Hornisgrinde zu verschiedenen Jahreszeiten zeigen. Landläufig wird er daher oft auch Grindemoler genannt. Sein Kunststil gilt als idealisierter Naturalismus.

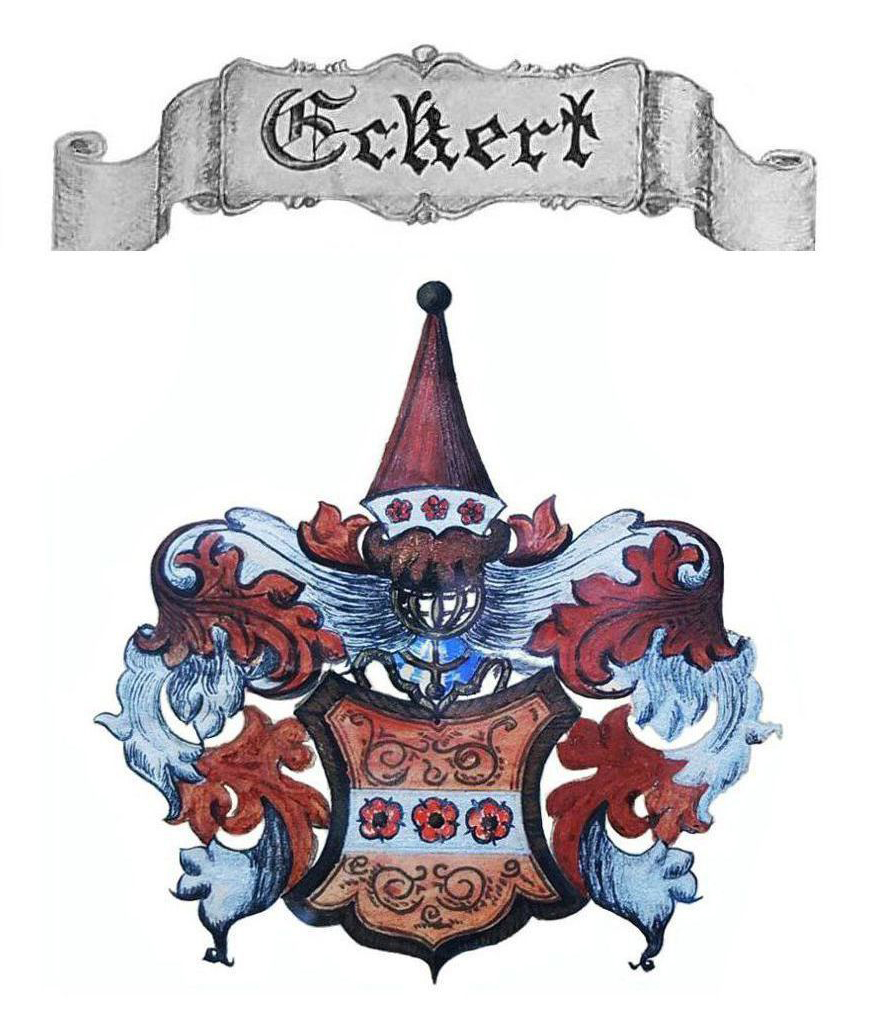
Familienwappen von Otto Eckert

## Leben
Otto Eckert wurde 1898 in Eriskirch geboren. Er absolvierte nach seiner Schulzeit eine Ausbildung zum Graveur, Zieselier und Modelleur in Esslingen am Neckar. Gerade mit der Ausbildung fertiggeworden, wurde er 1916, 18-jährig, in den Militärdienst eingezogen.
Ab 1920 bis 1923 unternahm Eckert verschiedene Studienreisen nach Belgien, Österreich, Ungarn, Rumänien und in die Niederlande und besuchte diverse Kunstschulen, unter anderen in München und Ulm, sowie beim Straßburger Maler Leo Schnug. 1924 ließ er sich im Schwarzwald nieder, wo er als Maler und Sportlehrer in Freudenstadt und Allerheiligen arbeitete. In dieser Zeit unterrichtete er als Skilehrer auch den britischen Premierminister Lloyd George. Ferner arbeitete er als Bademeister. 1939 wurde Eckert zudem Schwarzwaldmeister im Skilauf.
Ab 1942 war Eckert als Soldat an der Ostfront in Russland stationiert. In dieser Zeit entstanden viele Skizzen von der Front sowie Zeichnungen und Aquarelle von Menschen und deren Leben in Russland. Die Bilder der Soldatenheime in Smolensk und Wjasma stattete er mit Motiven aus dem heimischen Schwarzwald aus. 1945 gelang ihm die Flucht aus der russischen Kriegsgefangenschaft, und er schlug sich zu Fuß bis Hamburg durch.

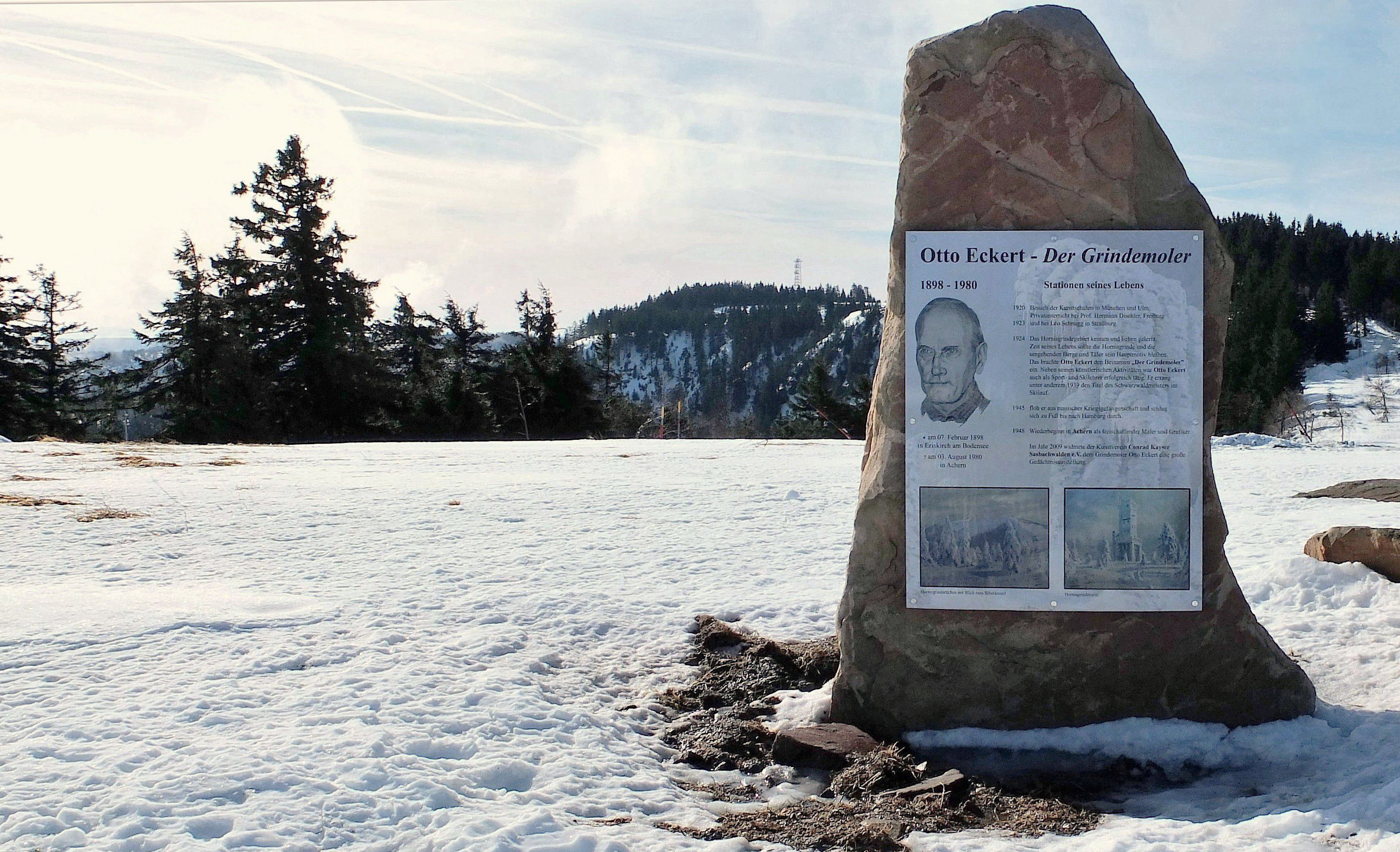
Gedenkstein auf der Hornisgrinde

Ab 1948 war Eckert wieder als Künstler und Grafiker tätig und lebte in Achern. Für die lokale Industrie war er vor allem an der Gestaltung von Etiketten, Urkunden und Plakaten beteiligt. Zudem übernahm er die Restaurierung der Altarbilder der Kirchen von Gamshurst, Lauf und Lautenbach.
Eckerts gleichnamiger Sohn ließ 2017 in Zusammenarbeit mit dem Kunstverein Conrad Kayser e.V. Sasbachwalden (Valentin Doll, 1. Vorstand, Bürgermeister a. D. der Gemeinde Sasbachwalden und dem künstlerischen Leiter Willy Scheurer)  einen Gedenkstein für seinen Vater auf der Hornisgrinde errichten. Dort saß er häufig bei Wind und Wetter und malte den Berg zu den verschiedenen Jahreszeiten, wodurch wertvolle Zeitzeugnisse entstanden sind.

## Werke (Auswahl)
Viele Werke von Eckert sind heute im Besitz des Kunstvereins Conrad Kayser Sasbachwalden e. V.

### Aquarelle
- 1973: Bei Friedrichshafen
- 1977: Blick ins Rheintal, oberhalb von Lauf. (In der Mitte des Gemäldes erkennt man die Ortschaft Ottersweier)

### Ölmalereien
- 1932: Schnee auf der Hornisgrinde (35 × 29 cm)
- Die winterliche Hornisgrinde
- Hornisgrunde
- An der Acher
- Hornisgrunde mit Biberkessel

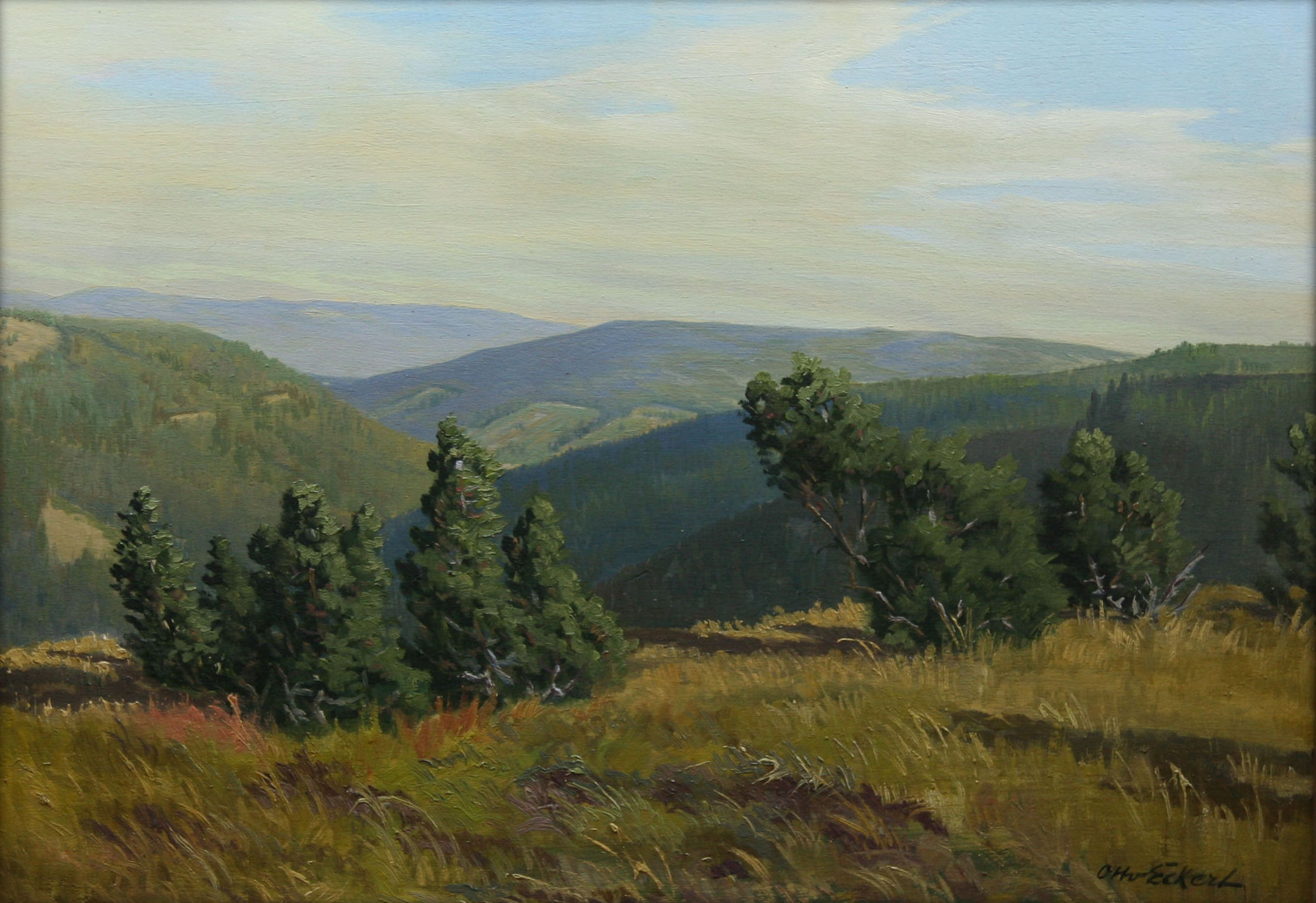
Latschenkiefern
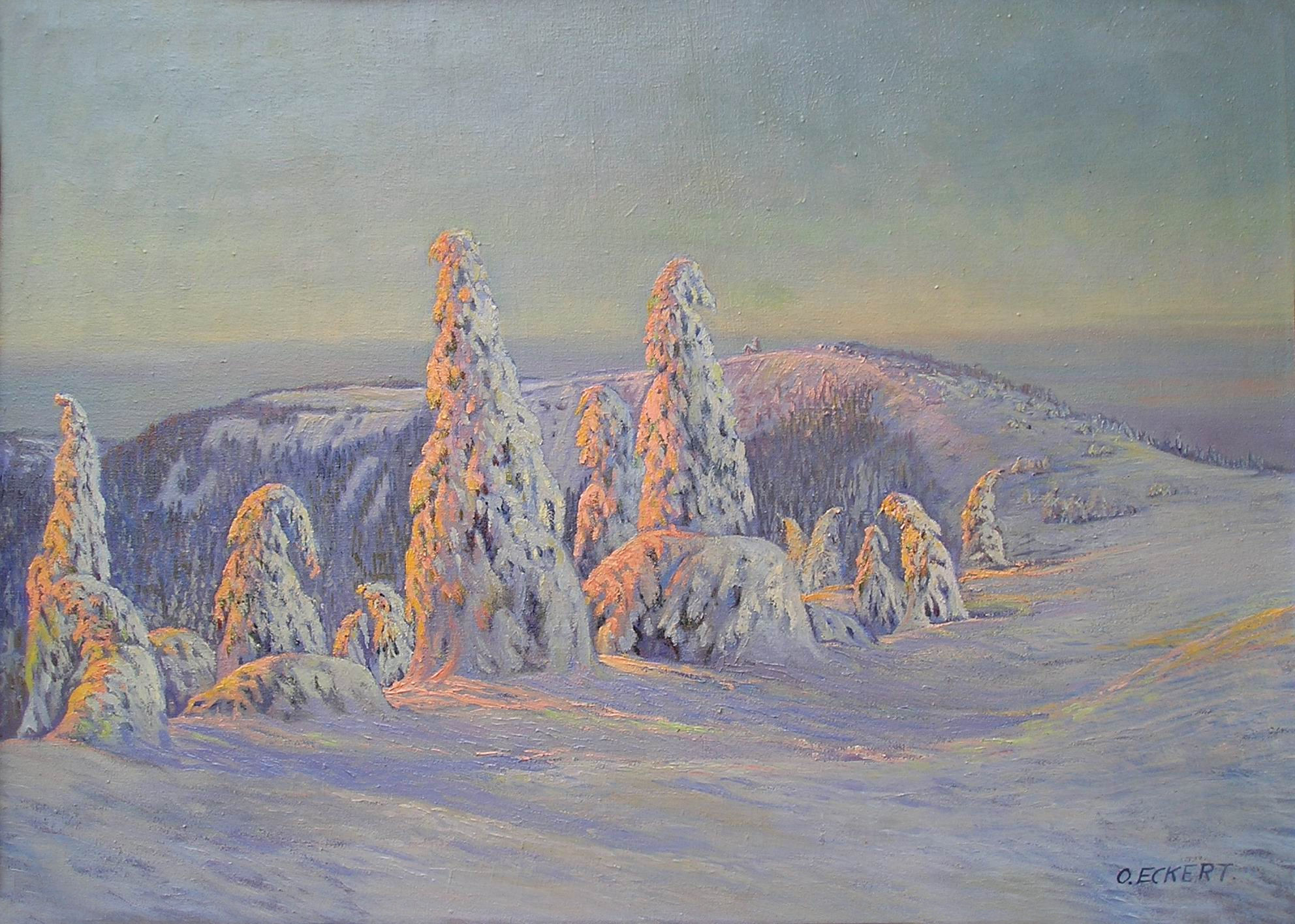
Hornisgrinde in winterlichem Sonnenaufgang
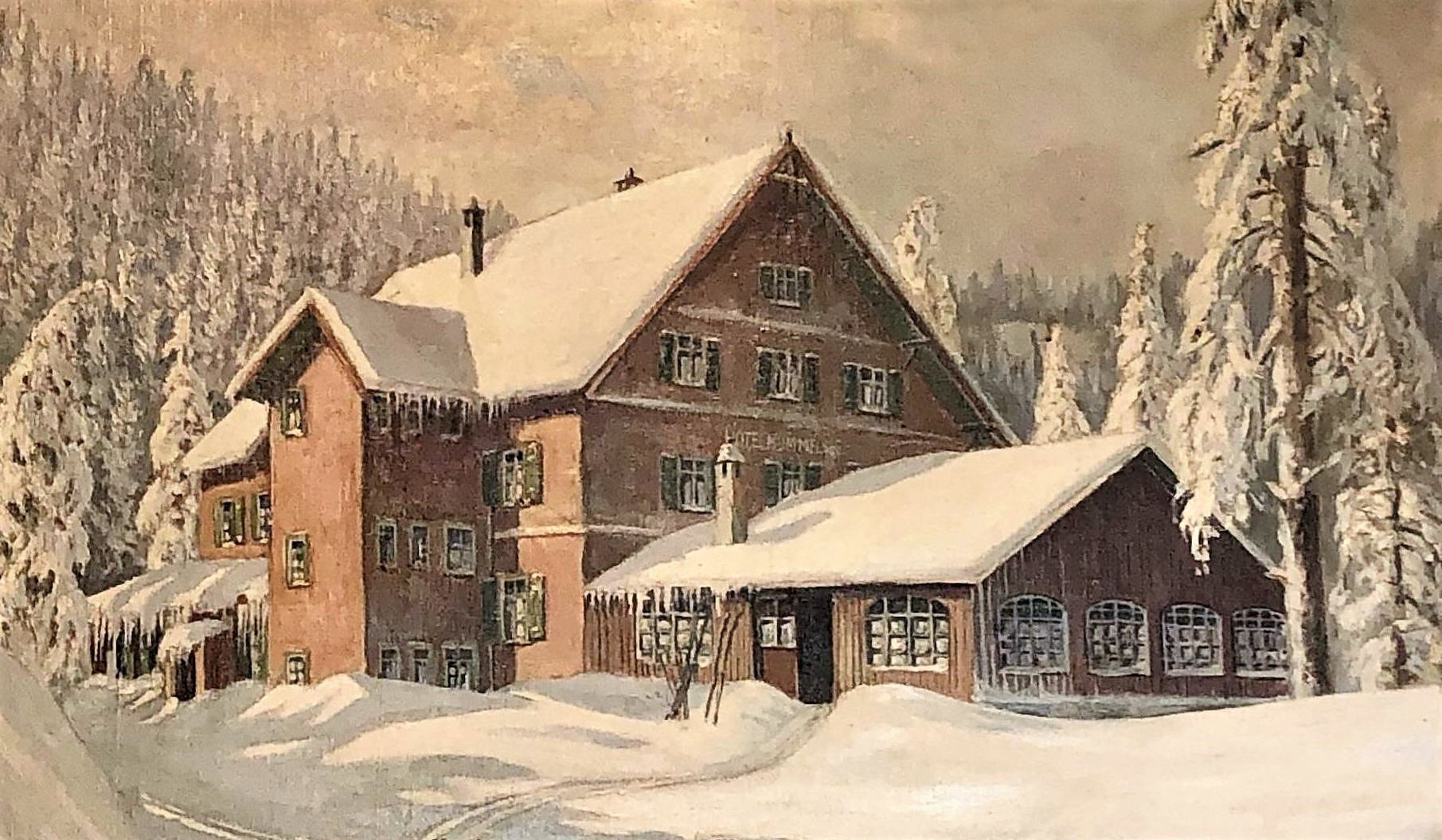
Hotel Mummelsee